# CAS 레이턴시
CAS 레이턴시(CAS latency), CAS 지연 시간 또는 CL이라고도 불리는 컬럼 주소 스트로브 레이턴시(Column address strobe latency)는 READ 명령과 데이터 사용 가능 시점 사이의 클럭 주기 지연이다. 비동기 DRAM에서는 간격이 나노초(절대 시간)로 지정된다. 동기 DRAM에서는 간격이 클럭 주기로 지정된다. 레이턴시는 절대 시간이 아닌 클럭 틱 수에 따라 달라지므로, SDRAM 모듈이 CAS 이벤트에 응답하는 실제 시간은 클럭 속도가 다를 경우 동일한 모듈을 사용해도 달라질 수 있다.

## RAM 동작 배경
동적 램은 직사각형 배열로 배치된다. 각 행은 수평의 워드 라인으로 선택된다. 특정 행을 따라 논리적 높은 신호를 보내면 해당 행에 있는 MOSFET이 활성화되어 각 저장 커패시터가 해당 수직 비트 라인에 연결된다. 각 비트 라인은 저장 커패시터에 의해 생성된 작은 전압 변화를 증폭하는 센스 앰프에 연결된다. 이렇게 증폭된 신호는 DRAM 칩에서 출력될 뿐만 아니라 비트 라인으로 다시 보내져 행을 리프레시한다.
활성화된 워드 라인이 없으면 어레이는 유휴 상태가 되고 비트 라인은 하이와 로우의 중간 전압으로 사전 충전된 상태로 유지된다. 이 불확정 신호는 행이 활성화될 때 저장 커패시터에 의해 하이 또는 로우 방향으로 편향된다.
메모리에 액세스하려면 먼저 행을 선택하여 감지 증폭기에 로드해야 한다. 그러면 이 행이 활성화되고, 읽기 또는 쓰기를 위해 열에 액세스할 수 있다.
CAS 지연 시간은 열 주소와 열 주소 스트로브 신호가 메모리 모듈에 제공되는 시간과 메모리 모듈에서 해당 데이터를 사용할 수 있게 되는 시간 사이의 지연 시간이다. 원하는 행은 이미 활성화되어 있어야 한다. 그렇지 않은 경우 추가 시간이 필요하다.